# Takaaki Kajita
Takaaki Kajita (梶田 隆章, Kajita Takaaki, 9 de março de 1959) é um físico japonês, especialista em experiências envolvendo neutrinos no Observatório de Kamioka.
Recebeu em 2002 o Prémio Panofsky e em 2013 o Prêmio Julius Wess. Em 2015 foi distinguido com o Nobel da Física em conjunto com o canadiano Arthur Bruce McDonald, por experiências que provaram que os neutrinos têm massa.